# Matafao
Der Matafao, auch Matafao Peak, ist die höchste Erhebung der Insel Tutuila in Amerikanisch-Samoa im zentralen Pazifischen Ozean. Er stellt den höchsten von zahlreichen Gipfeln eines einstigen Schildvulkans dar, die sich um die 9 km breite, nach Süden offene Bucht von Pago Pago, die einstige Caldera des Vulkans, reihen. Der Berg gehört nicht zum Nationalpark von Amerikanisch-Samoa, bildet jedoch eine eigene National Natural Landmark.